# コシツェ市電
コシツェ市電（スロバキア語: Električková doprava v Košiciach）は、スロバキア第二の都市であるコシツェを走る路面電車。1891年に開通した馬車鉄道をルーツに持ち、2020年現在はコシツェ市が所有する合資会社であるコシツェ市交通企業会社が所有する。

## 歴史

### 馬車鉄道時代から電化開業まで
商業や工業で発展するコシツェの街に都市交通の導入が検討されるようになったのは1881年の事だった。様々な起業家から馬車鉄道や蒸気鉄道の案が出されたものの、そのほとんどは貨物輸送が主体であり、旅客輸送に重点を置いたコシツェ市の構想とは離れたものであった。そのため、旅客列車を主体とした市内鉄道の案を出したブダペストの技術者であるイシュトヴァン・ポッパー（István Popper）との間に馬車鉄道の契約が結ばれたのは1890年となった。建設は翌1891年から始まり、同年の11月14日にコシツェ鉄道（Košické pouličné dráhy）が運営する最初の路線が開通した。
開業当初は旅客・貨物双方を取り扱っていたが、当初の想定よりも輸送量が少なかった貨物輸送に対してはコスト削減のため1892年に馬から蒸気機関車による牽引へと変更された。だが2種類の動力を用いた運用は不採算であった事から、1909年にコシツェ市は市内鉄道の電化に関する入札を実施し、最終的にヘニング・ハートウィッチ社（Henning Hartwich & Co.）と契約する事となった。同社によって設立されたコシツェ電気鉄道（Kassai villamos közúti vasút、K.V.K.V.）による、最初の電化路線（市電）の開通式典が実施されたのは1914年2月28日で、翌3月30日から本格的な営業運転が開始された。

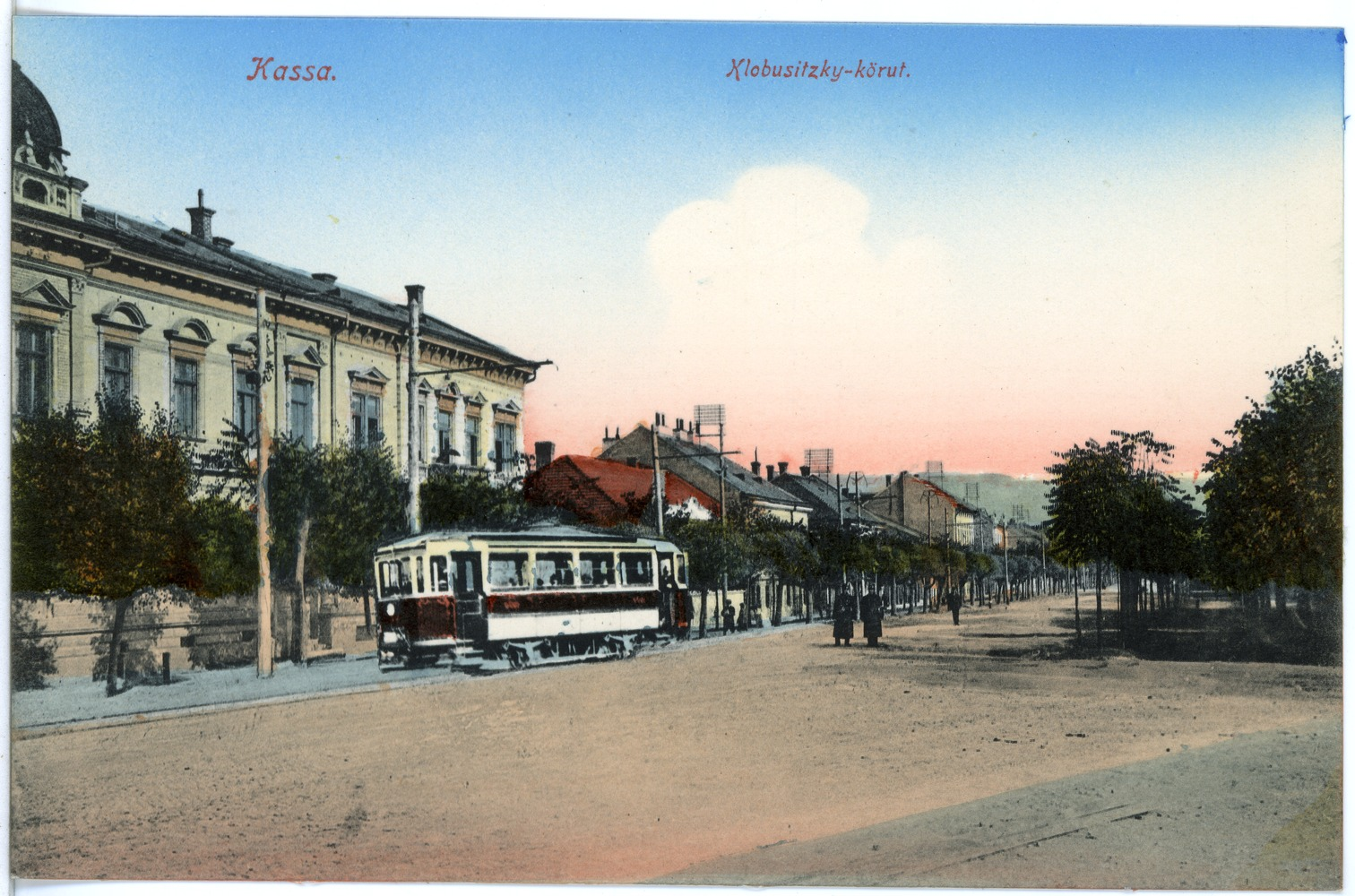
1914年のコシツェ市電が描かれた絵葉書

### 2度の戦争と復興
1917年に勃発した賃上げを求める運転士のストライキや幾つかの事故、そして第一次世界大戦下の厳しい財政状況による輸送力不足はあったものの、コシツェ市電は多数の乗客によって利用された。電化当初は3つの系統で運行していたが、1924年にはGajdovým方面の路線が開通し、系統も4本に増やされた。だが、1930年代の金融危機によりコシツェ電気鉄道は財政赤字に陥り、1936年に市電はコシツェ市によって運営される公営路線となった。1938年にコシツェ市を含む地域がナチス・ドイツに友好的であったハンガリーに割譲され、第二次世界大戦期にはユダヤ人を収容する強制収容所までの路線も建設されていた。やがてコシツェ市は空爆の対象となり、更に撤退するドイツ軍により工場や架線が破壊されたほか多くの車両が強奪され、コシツェ市電は運行不能の状態に陥った。これらの復旧が始まったのは、ソビエト連邦軍によってドイツ占領下から解放された1945年以降となった。
その後、政変によりチェコスロバキアが社会主義国家（東側諸国）になった事で、市電を含めたコシツェ市の公共交通機関は市営企業であるDZMK（Dopravné závody mesta Košice）に移管され、それまで直流800 Vだった架線の電圧が600 Vに変更された。社名については2度の変更を経て、1959年以降はコシツェ市輸送会社（Dopravný podnik mesta Košíc、DPMK）となっている。

### 社会主義国家時代
1960年代、コシツェ市東部に大規模な製鉄所（Východoslovenské železiarne、VSŽ）（現：USスチール・コシツェ）が操業を開始した事を受け、従業員輸送用の交通手段として、専用軌道を用いたコシツェ急行線が敷設される事となった。1961年から建設が始まり、1965年5月3日から営業運転を開始したこの路線は多数の利用客を記録し、1979年7月1日からは3両編成も運行を開始した。一方、市内路線はバスへの置き換えによる廃止が相次いだ一方、団地への新規路線建設や系統の増設も積極的に実施された。また、車両の更新も進み、1956年以降東側諸国の標準型路面電車車両であるタトラカーの導入が継続して行われ旧型電車を置き換えた他、1973年からは乗客が事前に切符を購入する信用乗車方式の運用が始まった。
コシツェ市電の路線網が最大に達したのは、運営権がスロバキア州に移管（Dopravný podnik mesta Košíc, š. p.）した1989年で、コシツェ急行線を含めて17系統（1 - 9、R1 - R8）が運用されていた。
そんな中で、1978年10月30日には路面電車の脱線事故が発生し、運転士を含めた死者9人、重傷10人、軽傷80人と言う、スロバキアの公共交通に関する事故の中で最悪の事態となった。事故の要因は運転士による過失であると判断されたが、路面電車車両（タトラT3）に設置されていた制動装置の故障が直接的な要因という説も存在する。

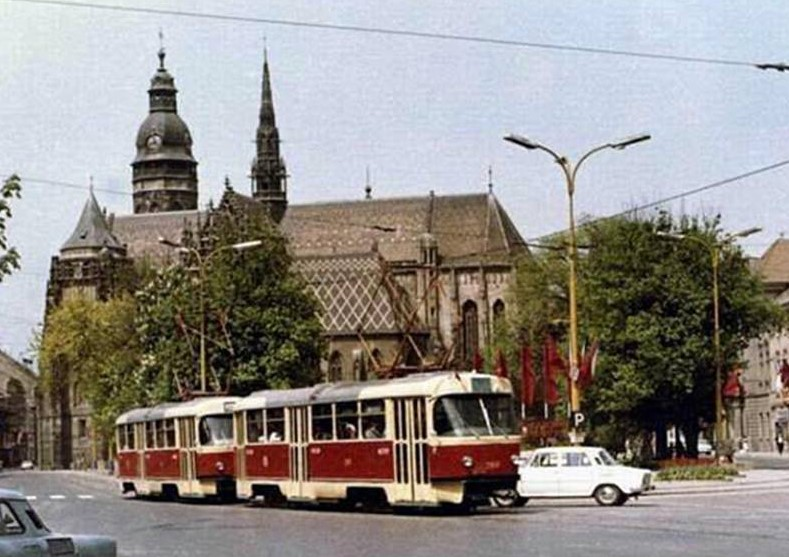
1960年代以降大量導入が実施されたタトラT3（1970年代撮影）

### 民主化以降、近代化
1989年に勃発したビロード革命による民主化に伴い、コシツェ市電を含めた公共交通機関の運営権は再度コシツェ市に移管された一方、モータリーゼーションの進展や経済の停滞に伴い公共交通の利用客が減少し始めた事から、3両編成の廃止を含めた編成の短縮が行われた。民主化前の1986年からビロード離婚によりコシツェ市がスロバキアの都市となる前年の1991年にかけては3車体連接車のタトラKT8D5が導入されていたが、輸送力が過剰となった事から多くの車両は他都市へ譲渡され、代わりに1両でも運行可能なタトラT6A5の増備が実施された。また、運営母体についても1993年の閣議決定を経て1995年に公営組織から合資会社へと移管し、1999年に社名を「Dopravné podniky mesta Košice」から現在の「Dopravný podnik mesta Košice」に変更している。
2000年代以降は既存の車両の機器更新やバリアフリーへの対応工事が実施された一方、路線についても長期運休を挟んだ大規模な更新工事が行われるようになった。この動きが本格化し始めたのは、欧州連合からの補助金を基にした大規模な近代化計画が実行に移された2014年からであった。同年から2018年まで3度に分けて各路線の更新（Modernizácia električkových tratí、MET）が行われ、レールや架線の交換や電停の移設、軌道の緑化などの近代化が実施された他、車両についても長期に渡って使用されていたタトラT3の置き換え用として同年から部分超低床電車のヴァリオLF2プラスの導入が始まった。今後も1970 - 1980年代に建設された路線についての近代化工事や車庫の改装工事が行われる予定となっている。

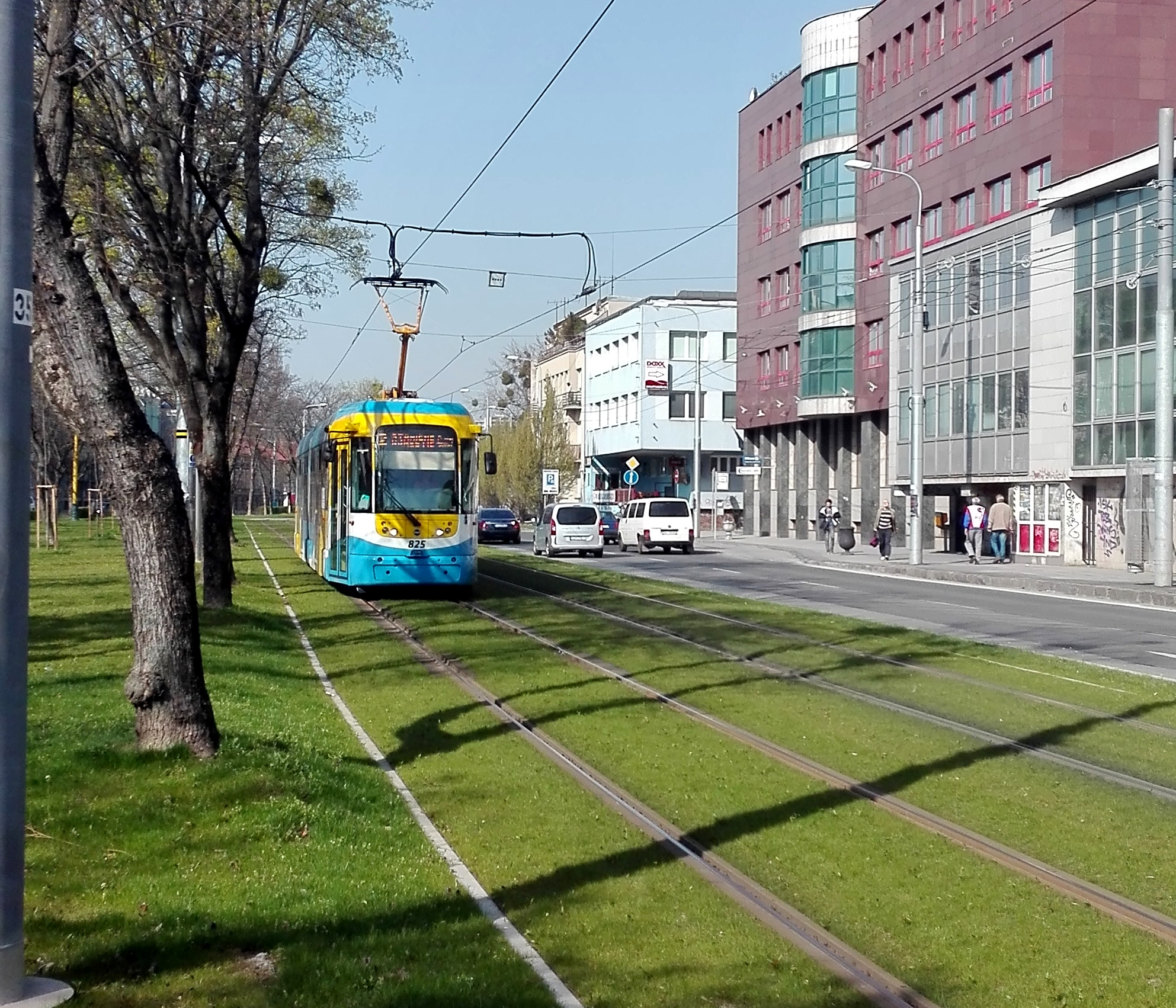
緑化軌道を走るヴァリオLF2 プラス（2016年撮影）

## 運用

### 運賃
コシツェ市電を含むコシツェ市内の交通機関は信用乗車方式を採用しており、事前に券売機で切符を購入するか、非接触式ICカード「シティカード・コシツェ」（City Card Košice）やスマートフォン用の公式アプリによる決済が必要となる。車内で実施される検札で無賃乗車が発覚した場合、最大90ユーロ以上の罰金が科せられる。
料金は時間制で、切符の最低運賃は30分乗車時の0.90ユーロである。6歳以下の小児や62歳以上の高齢者の運賃は半額となる一方、手荷物や自転車での乗車時には追加料金が必要となる。車内の乗務員から購入する事も可能だが、料金は60分乗車時（1.50ユーロ）のみに限られる他、手荷物・自転車の運賃は事前購入よりも高額となる。

### 系統
2016年に実施されたダイヤ改正以降、コシツェ市電では以下の15系統が運行されている。そのうちR1、R2など頭文字に「R」が付くものはコシツェ急行線を経由しUSスチール・コシツェが所有する製鉄所まで向かう系統で、操業時間に合わせたダイヤ設定が組まれている。それ以外の市内系統については、午後のみに運行する5系統を除いて4時 - 5時代に始発列車が、22 - 23時代に最終列車が設定されている。
| 系統番号 | 主要駅 | 備考                                                |
| -------- | --- | --------------------------------------------------- |
| 2        | Staničné námestie - Senný trh -Námestie osloboditeľov - Dom umenia - Krajský súd - Námestie Maratónu mieru - Havlíčkova                                                      |                                                     |
| 3        | Staničné námestie - Senný trh - Námestie osloboditeľov - Ryba - Holubyho - VSS, križovatka - Važecká                                                                         |                                                     |
| 4        | Havlíčkova – Nám. Maratónu mieru - Radnica Starého mesta - Krajský súd - Námestie osloboditeľov - Ryba - Holubyho - Verejný cintorín -VSS, križovatka - Socha Jána Pavla II. |                                                     |
| 5        | Staničné námestie - Námestie osloboditeľov - Krajský súd – OC Optima |                                                     |
| 6        | Staničné námestie - Námestie osloboditeľov – SOŠ automobilová – Kruhový objazd, Trieda SNP – Radnica Starého mesta – Nám. Maratónu mieru                                     |                                                     |
| 7        | Botanická záhrada - Radnica Starého mesta - Hlavná pošta - Krajský súd- Námestie osloboditeľov - Ryba - VSS, križovatka – Važecká                                            |                                                     |
| 9        | Havlíčkova – Nám. Maratónu mieru – Radnica Starého mesta – Alejová, gymnázium – Autocamping - VSS, križovatka - Levočská – Važecká                                           |                                                     |
| R1       | Staničné námestie - Námestie osloboditeľov – OC Optima - Vstupný areál U. S. Steel                                                                                           | 運行時間は4:35 - 7:45、12:40 - 15:00、20:40 - 23:00 |
| R2       | Važecká - VSS križovatka - Autocamping - Rozvojová - OC Optima - Vstupný areál U. S. Steel                                                                                   | 運行時間は4:35 - 7:45、12:40 - 15:00、20:40 - 23:00 |
| R3       | Havlíčkova - Nám. Maratónu mieru – Radnica Starého mesta – Amfiteáter - OC Optima - Vstupný areál U. S. Steel                                                                | 運行時間は4:35 - 7:45、12:40 - 15:00、20:40 - 23:00 |
| R4       | Botanická záhrada – Amfiteáter - OC Optima - Vstupný areál U. S. Steel | 運行時間は4:35 - 7:45、12:40 - 15:00、20:40 - 23:00 |
| R5       | Ryba - Námestie osloboditeľov - OC Optima - Vstupný areál U. S. Steel | 運行時間は4:35 - 7:45、12:40 - 15:00、20:40 - 23:00 |
| R6       | Dopravný podnik mesta Košice - OC Optima - Vstupný areál U. S. Steel | 運行時間は4:35 - 7:45、12:40 - 15:00、20:40 - 23:00 |
| R7       | Amfiteáter- OC Optima - Vstupný areál U. S. Steel | 運行時間は4:35 - 7:45、12:40 - 15:00、20:40 - 23:00 |
| R8       | Socha Jána Pavla II. - VSS križovatka - Autocamping - OC Optima - Vstupný areál U. S. Steel                                                                                  | 運行時間は4:35 - 7:45、12:40 - 15:00、20:40 - 23:00 |

## 車両

### 現有車両

#### タトラKT8D5

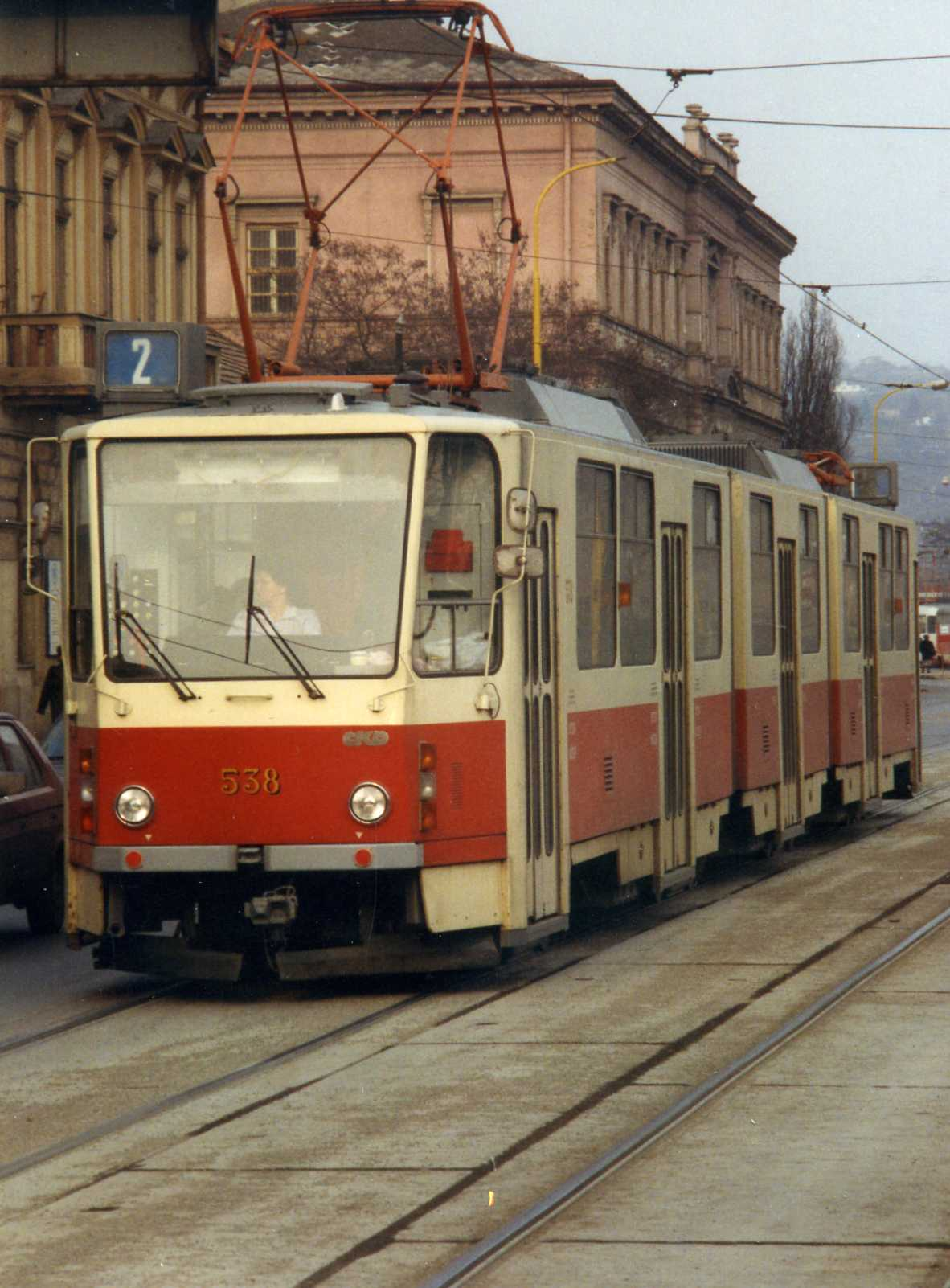
タトラKT8D5（1993年撮影）

大量輸送に適した両運転台の3車体連接車。コシツェ市電には1986年から1991年まで計40両（500 - 539）が導入されたが、輸送力が過剰であった事から1992年以降ハンガリーのミシュコルツ（ミシュコルツ市電）、ボスニア・ヘルツェゴビナのサラエボ（サラエボ市電）、チェコのブルノ（ブルノ市電）、ドイツのシュトラウスベルク鉄道など他都市への譲渡が行われた。その後もコシツェに残存した車両については2003年以降、中間車体の低床車体への交換や車体・電気機器の修繕を実施したKT8D5.RN2への改造が行われており、2018年現在KT8D5が11両、KT8D5.RN2が7両在籍する。
- KT8D5（新塗装）
- KT8D5（広告塗装）
- KT8D5.RN2

#### タトラT6A5

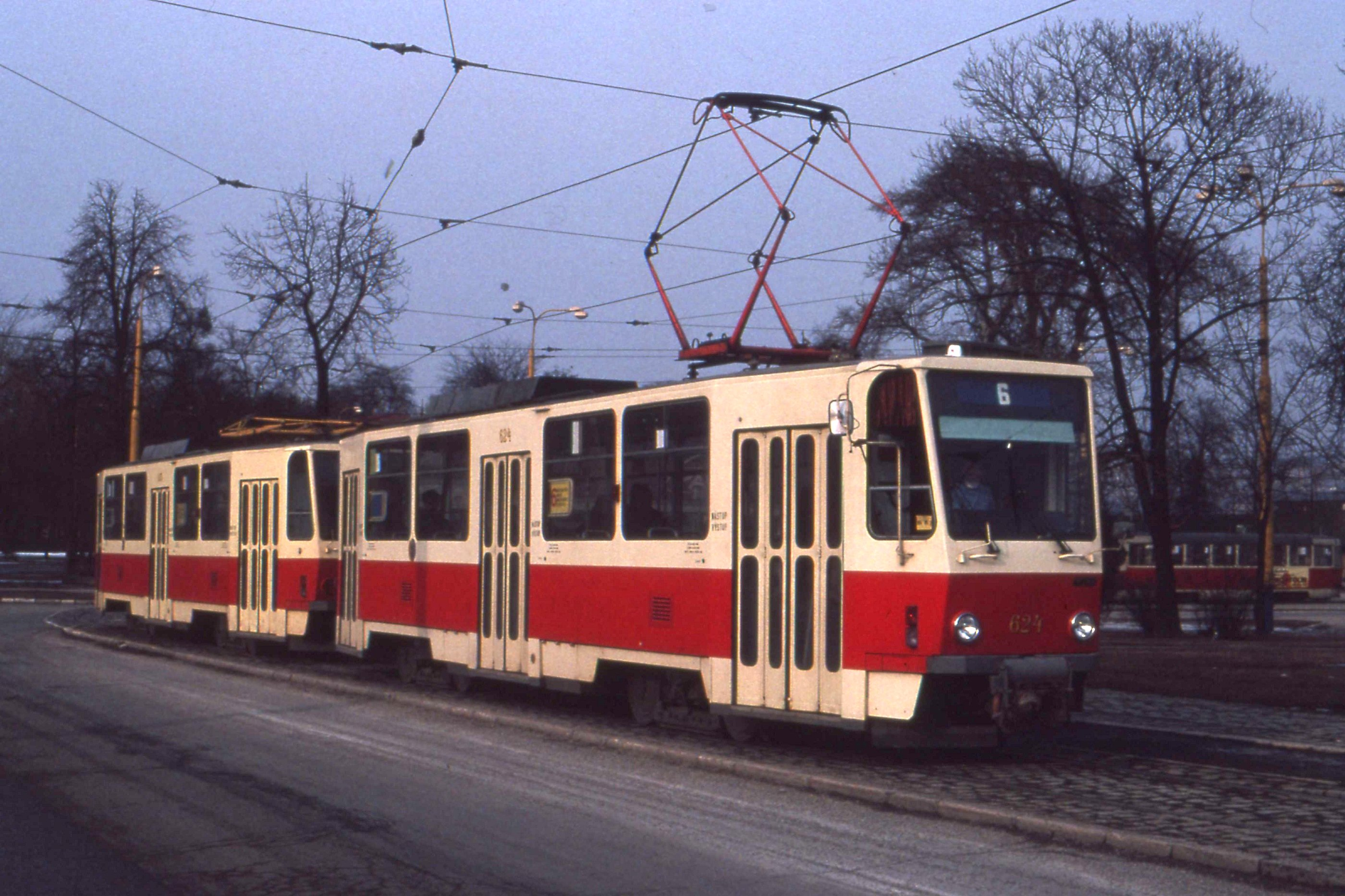
タトラT6A5（1993年撮影）

電力消費量を抑えたサイリスタチョッパ制御装置の導入や車体デザインの変更などを実施した、タトラT3の後継車両。タトラKT8D5に代わる形で、1991年から1992年までに30両（600 - 629）が導入された。形式変更を伴う改造は行われていないが、連結器や集電装置の交換、光情報システム「EM-TEST」への対応などの工事が実施されている。1両が事故で廃車されたため、2018年現在は29両が在籍する。

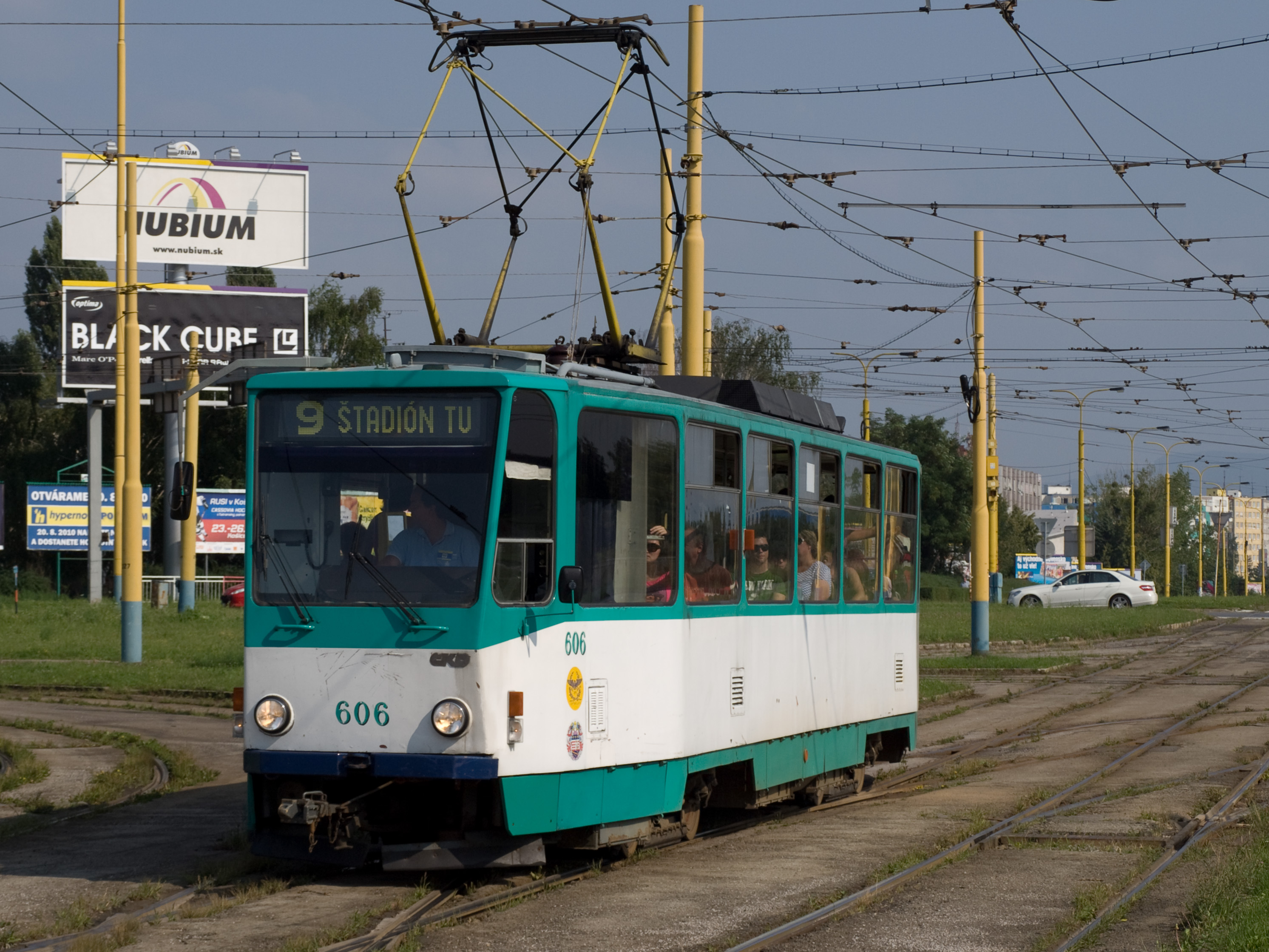
T6A5（新塗装）
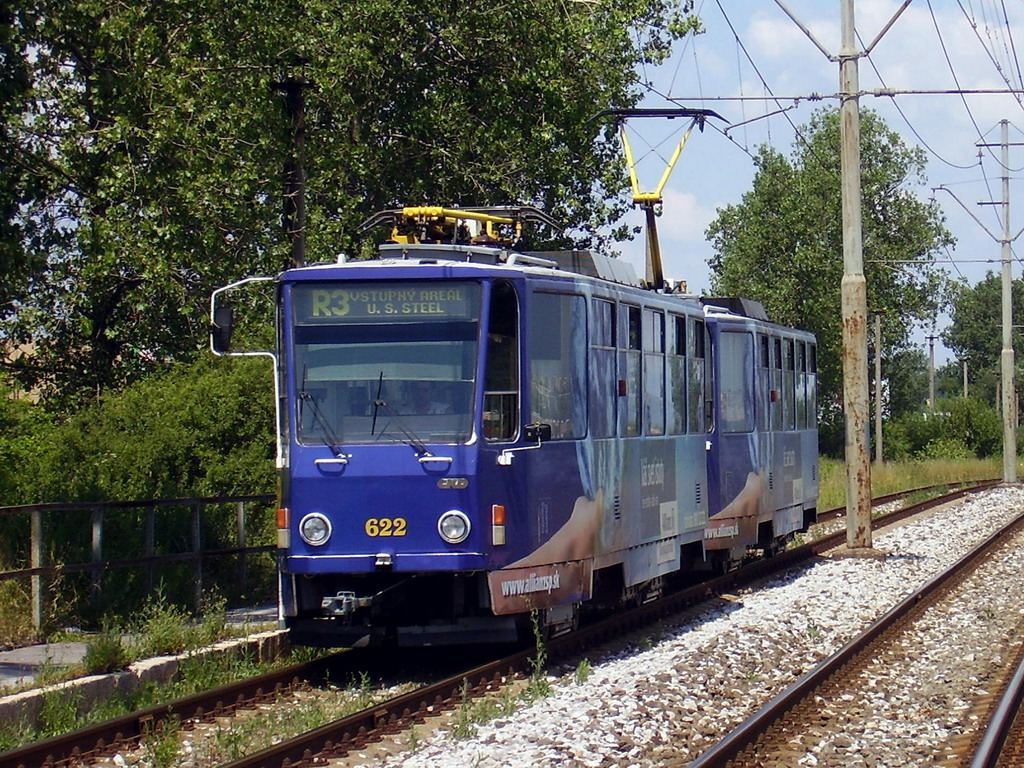
T6A5（広告塗装）

#### ヴァリオLFR.S

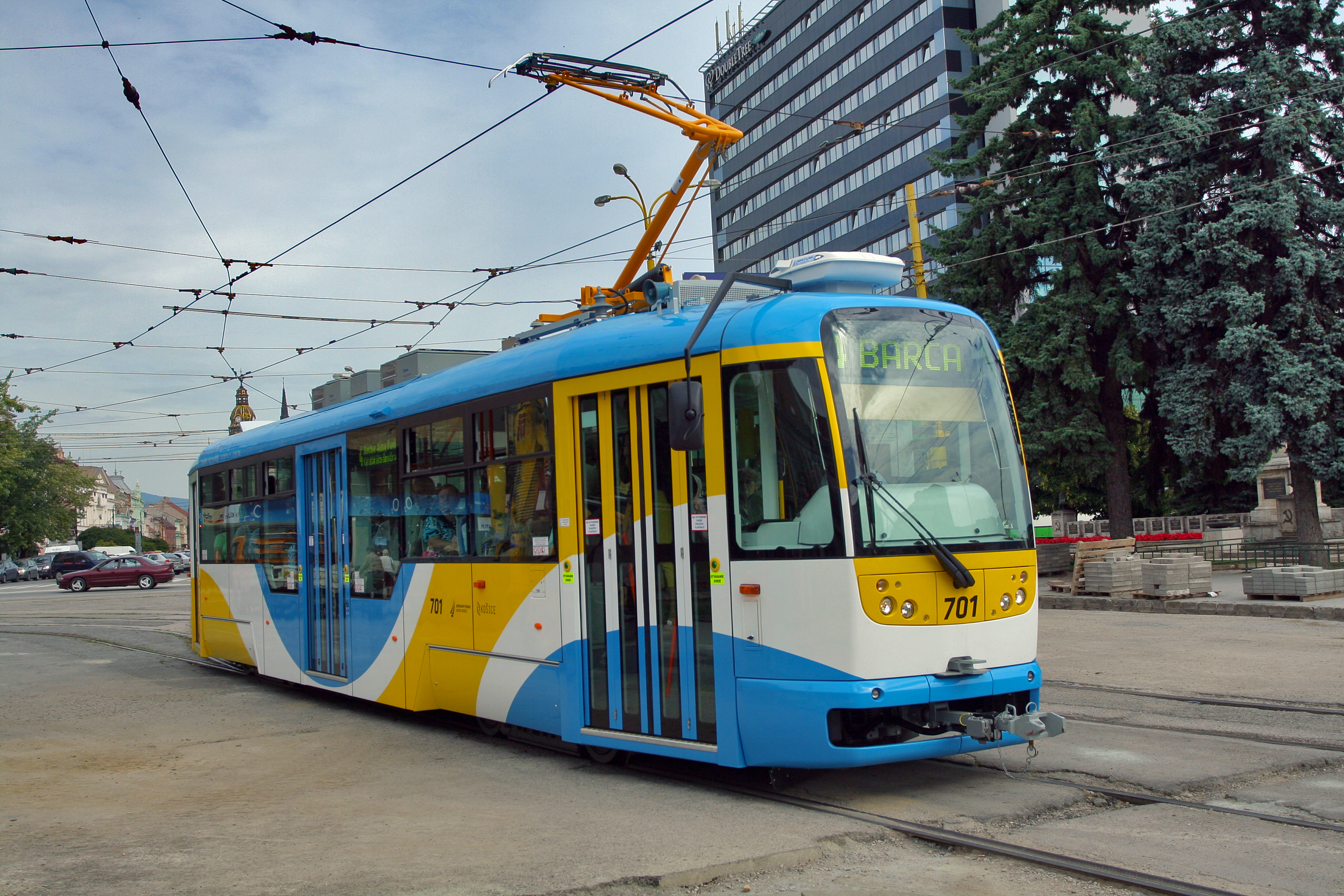
ヴァリオLFR.S

ヴァリオLFは、チェコの企業グループであるアライアンスTWが手掛ける部分超低床電車ブランドである。そのうちヴァリオLFR.Sは、廃車されたタトラT3の機器を流用して製造された、1両でも運行が可能な電車（単車）で、車体中央部、車内の36 %が低床構造となっており、車椅子スペースも設置されている。2011年に1両（701）が導入されている。

#### ヴァリオLF2 プラス

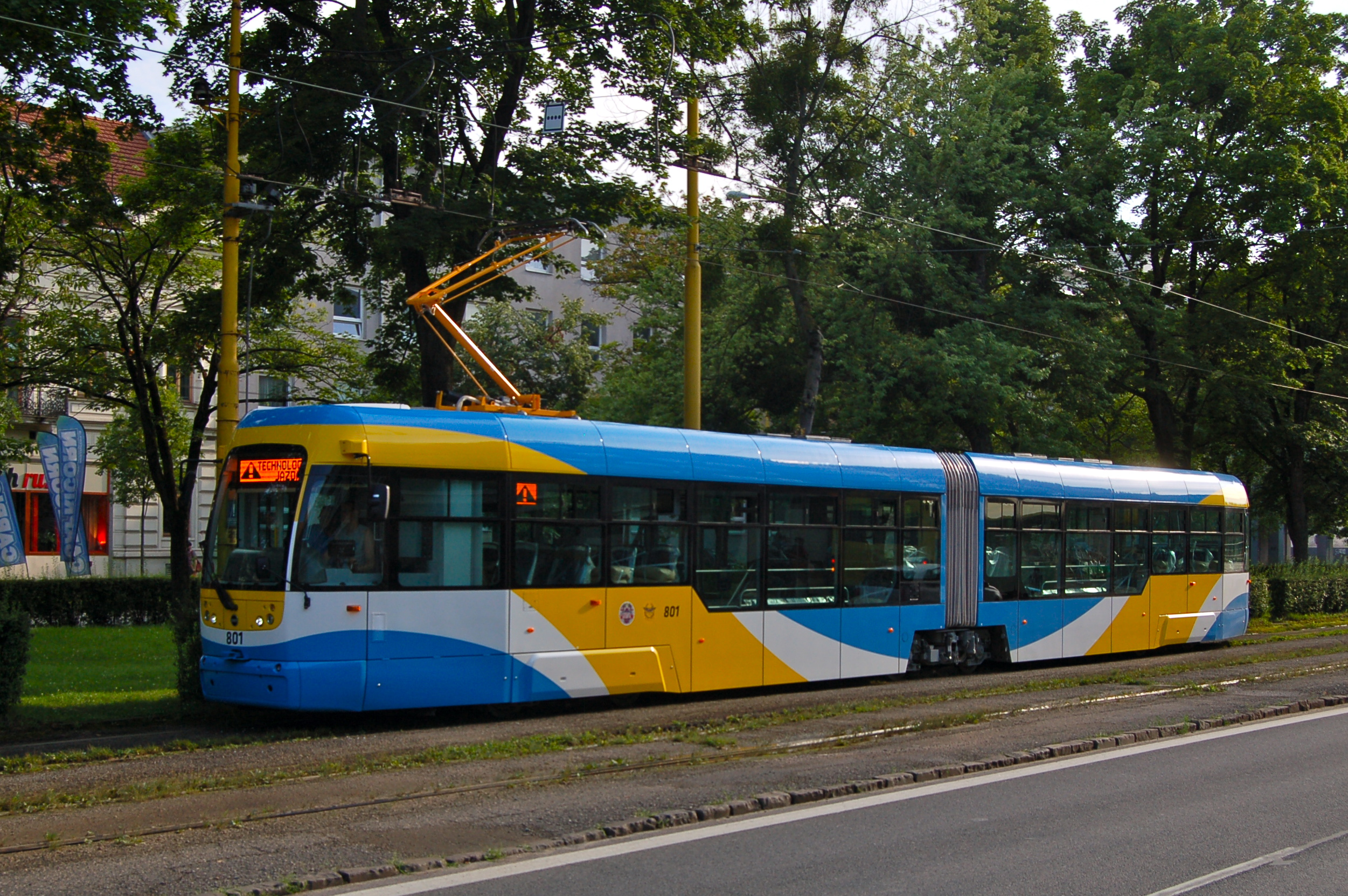
ヴァリオLF2 プラス

2014年から開始されたコシツェ市電の大規模な近代化計画に合わせて導入された、アライアンスTW製の2車体連接車。全高や車輪の直径を抑えた動力台車「コンフォート・プラス（KOMFORT plus）」を用いる事で、車端の高床部分の高さを低くしている。低床部分の割合は43 %である。
タトラT3の置き換え用として2014年から導入が行われ、2018年現在46両（801 - 846）が在籍する。

### 動態保存車両

#### タトラT1

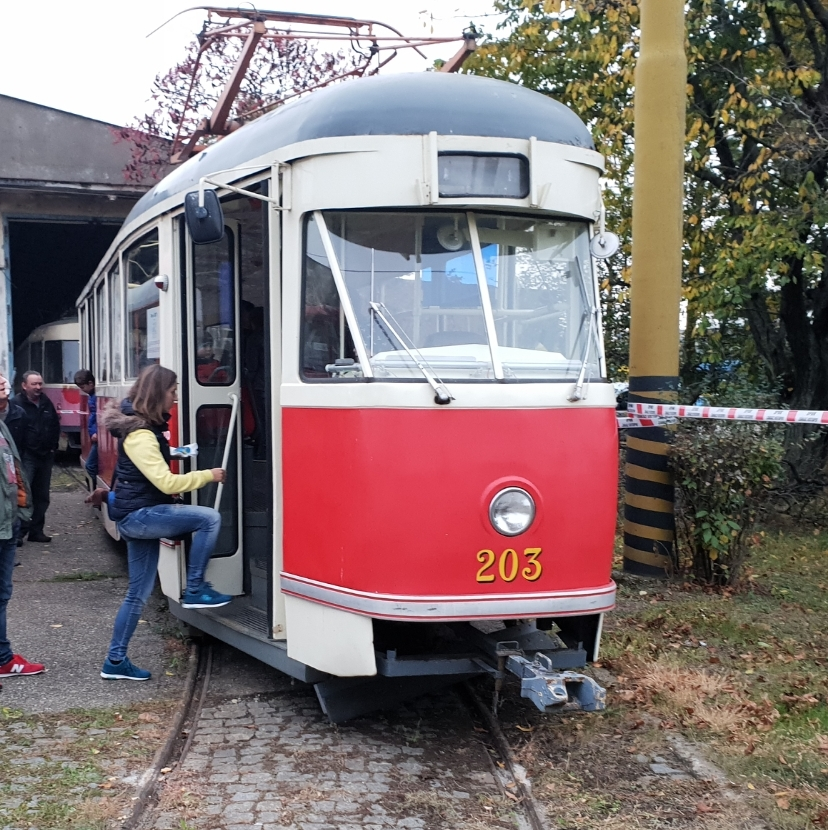
タトラT1

アメリカの高性能路面電車・PCCカーの技術を基に開発された、タトラカー最初の形式。コシツェ市電には初のボギー車として1956年から1957年にかけて11両（201 - 211）が導入されたが、当時の市電の設備では保守が困難であり、1966年にオストラヴァ市電へ転属した。そのうち1両（203）については1983年に歴史的に貴重な車両としてオストラヴァ市電から返送され、当初は静態保存が行われたもののその後動態復元が実施されている。

#### タトラT2

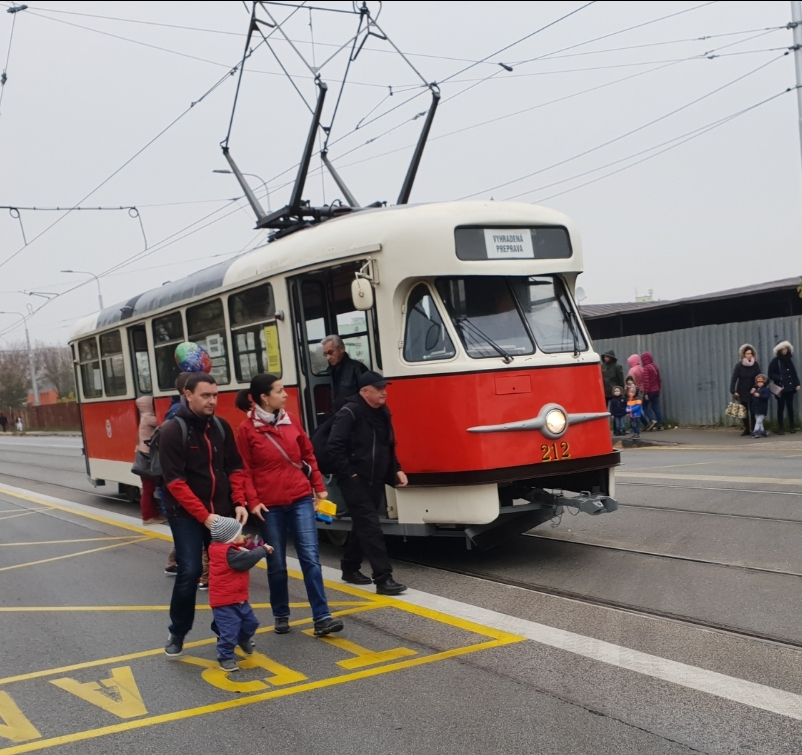
タトラT2

タトラT1を改良した2世代目のタトラカー。コシツェ市電には1958年から1962年にかけて31両（212 - 242）が導入された。同時期に改良が実施された修理工場による保守が行われ、長期間に渡って活躍したが、T3の導入に伴い1983年から1984年にかけて大部分の車両が廃車された。残存した4両についてはT3と同型の先頭形状への変更を含んだ更新工事を実施しその後も使用されたが、1990年までに全車営業運転から撤退した。
その後は保存車両として1両（234）が残存したものの2004年に解体されており、コシツェ市電が新規に導入したT2は現存しないが、2001年にオストラヴァ市電から譲渡された1両（619、1960年製）が動態保存されている。

#### タトラT3

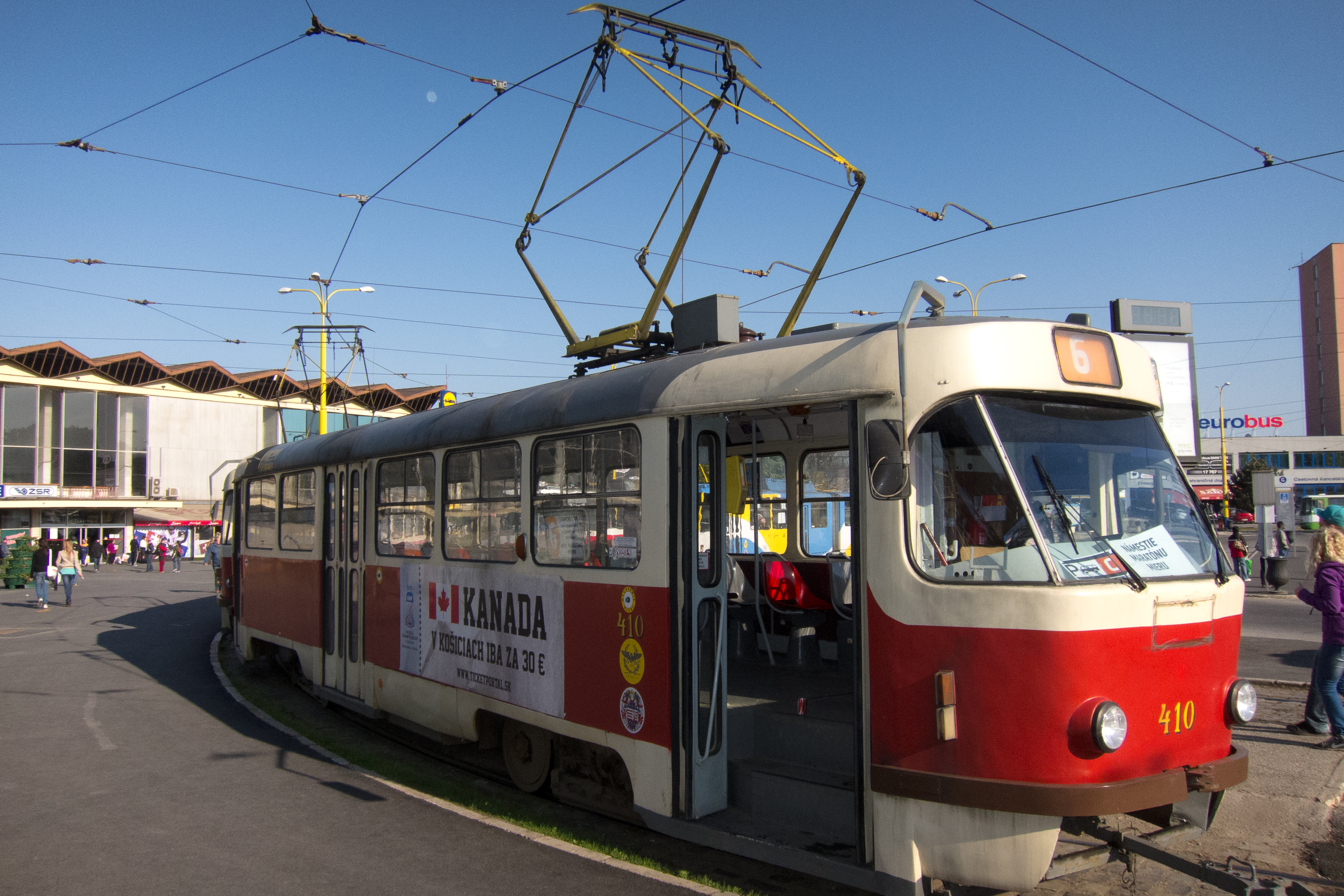
タトラT3

東側諸国各国へ向けて生産されたČKDタトラ製の標準型路面電車車両・タトラカーのうち、1万両を超える大量生産が実施された形式。コシツェ市電には1963年から1989年まで計192両が導入され、そのうち1980年以降に営業運転を開始した車両は元々ソビエト連邦向けに設計されたT3SUやチェコスロバキア向けに改良が施されたT3SUCSである。
1981年に6両に対して制御装置をサイリスタチョッパ制御方式のTV1に交換したT3Mへの改造工事が、1999年から2000年にかけて1両（359）が電気機器のVVVFインバータ制御装置や誘導電動機への交換を実施したT3Modに改造されたが、後者については故障が頻発した事により2005年に運用から離脱した。また、一部は運転台の多くの部品が撤去され、連結運転時に後部に連結される車両として使用された他、1970年代から80年代にかけて初期の車両を中心に改番が行われた。
事故を除いた廃車は2000年代から始まり、2014年以降はヴァリオLF2 プラスの導入による置き換えが進み、2016年をもって営業運転を終了した。そのうち2014年以降の廃車車両についてはウクライナのキーウ（キーウ市電）やマリウポリ（マリウポリ市電）への譲渡が行われた。2018年現在は3両が残存し、うちT3Modを除いた2両は動態保存運転に用いられている。

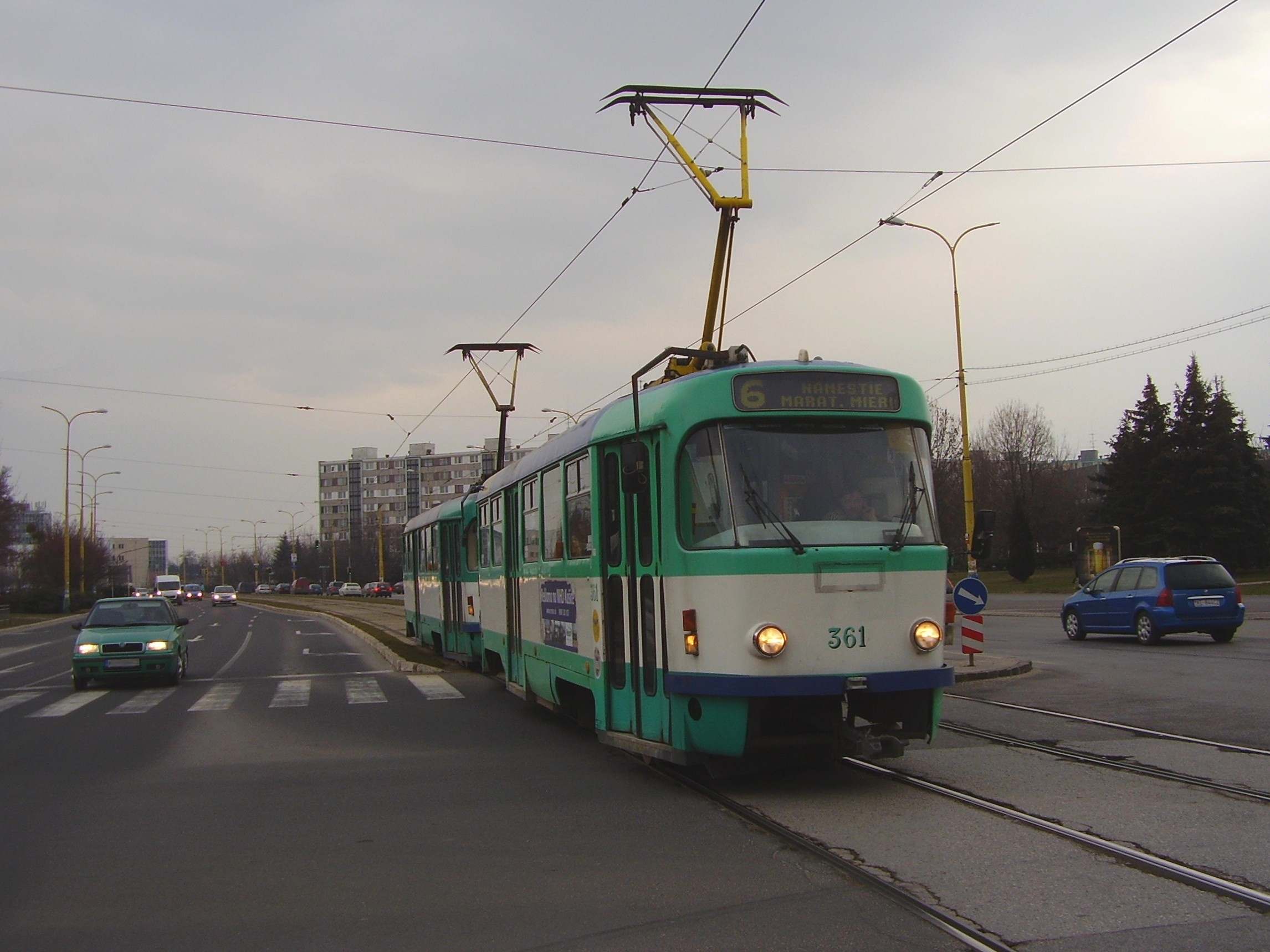
T3（新塗装、2009年撮影）
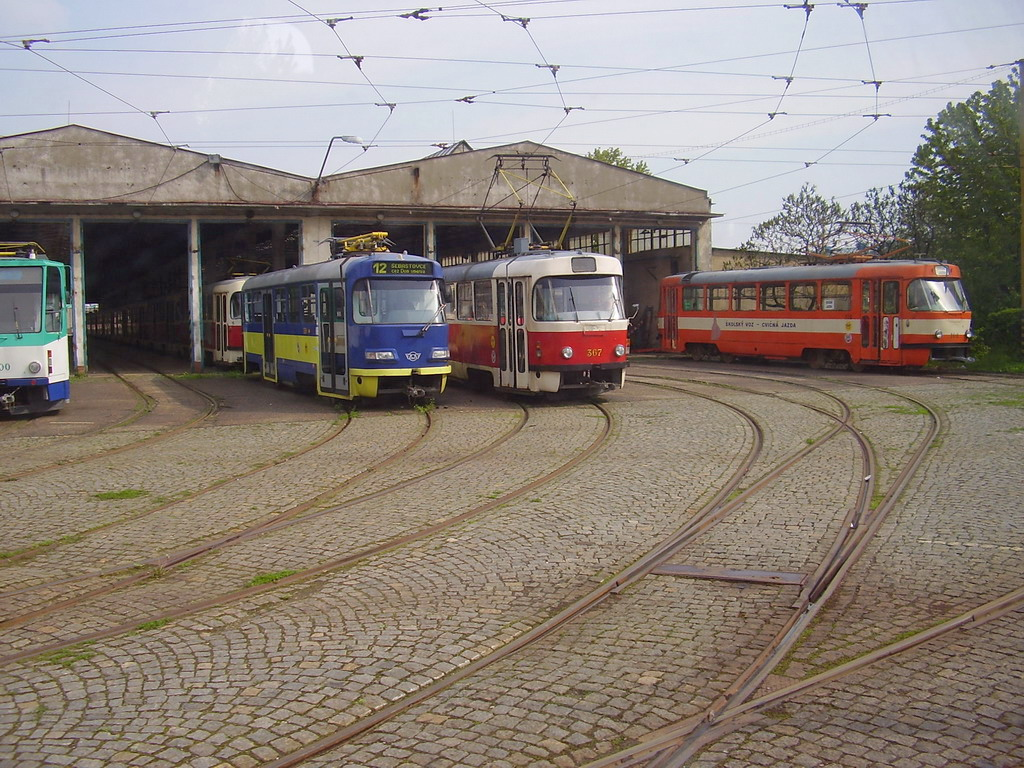
T3Mod（左から2両目）

#### その他

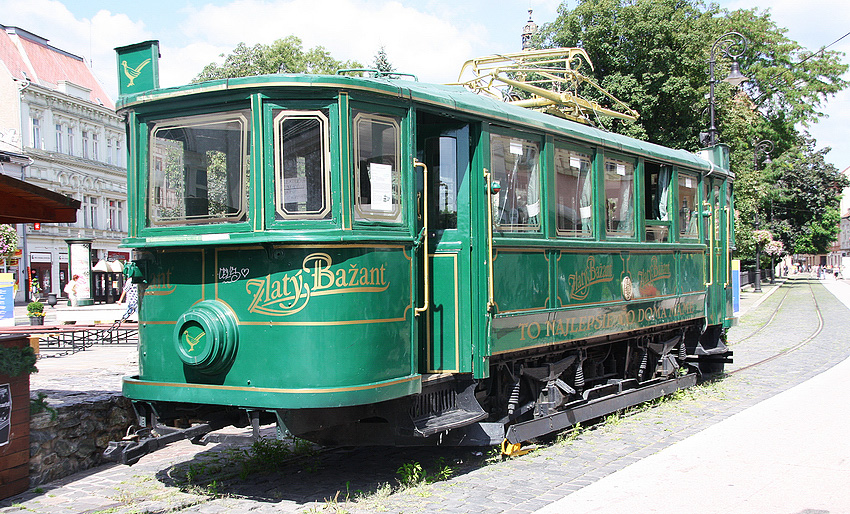
動態保存されている2軸車

コシツェ市電には上記の車両に加え、動態保存車両として1920年にリングホッファー社（Ringhoffer）によって製造された2軸車2両（103、104）が在籍する。

## 今後の予定
コシツェ市交通企業会社は、在籍車両のうち老朽化が進んだKT8D5やT6A5の置き換えを目的に、2021年2月に新型電車の導入に関する入札の実施を発表した。全長は29 - 32 m、定員は最大230人を想定しており、全ての台車に回転軸を有する超低床電車を契約時の条件としている。導入予定両数は10両だが、オプションとして最大30両の導入が可能な契約内容となる予定である。

## 参考資料

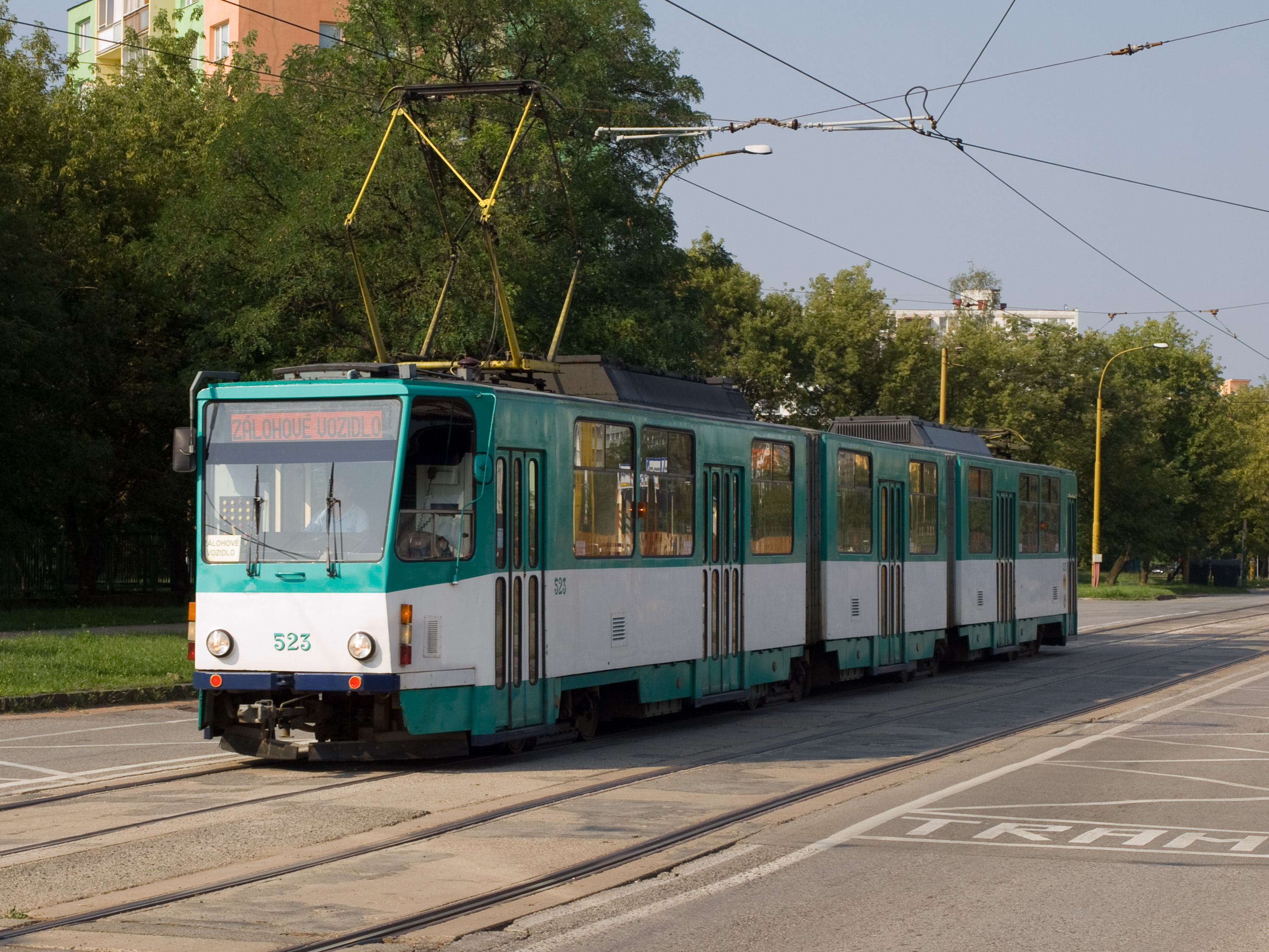
KT8D5（新塗装）
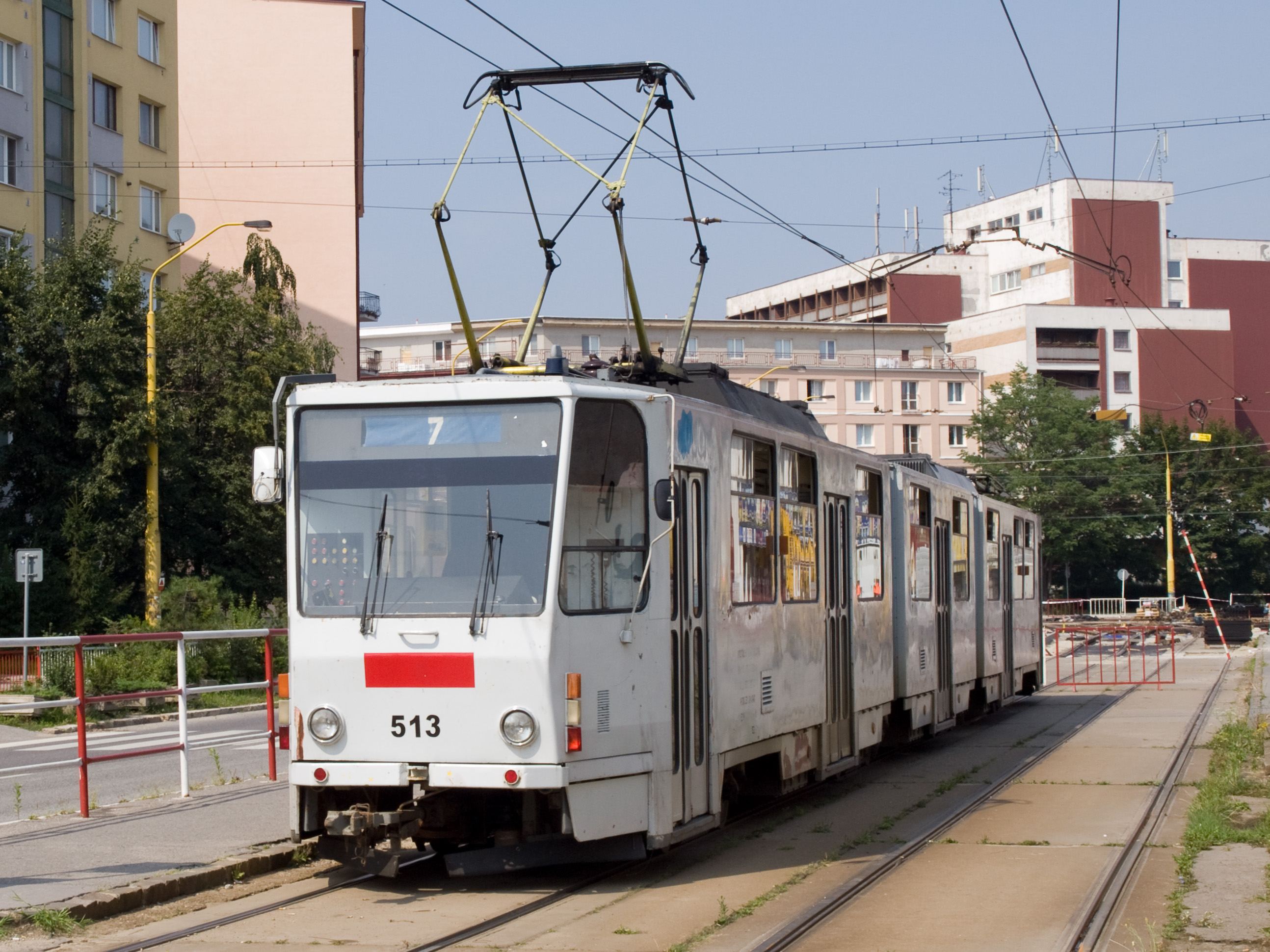
KT8D5（広告塗装）
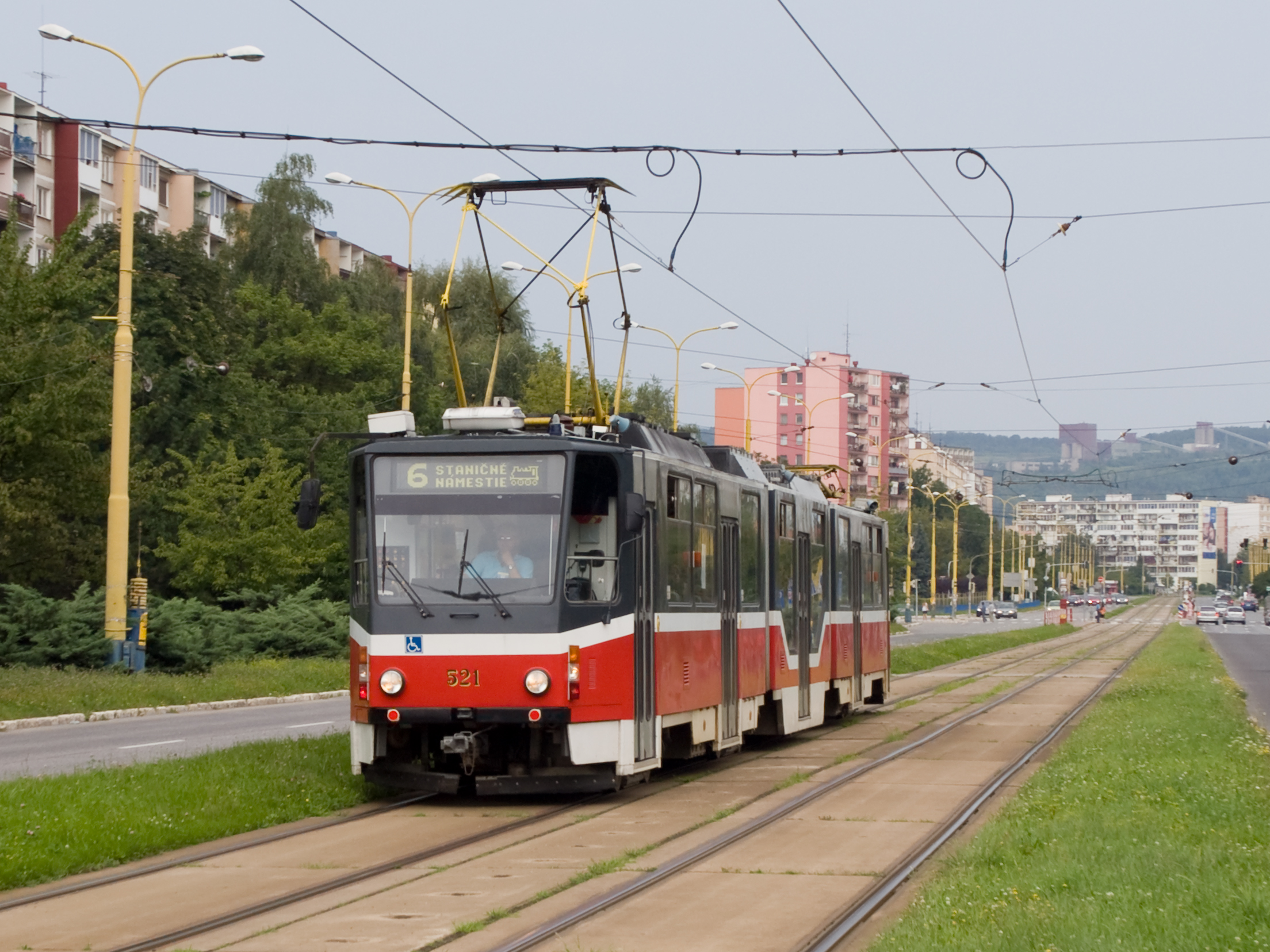
Dopravný podnik mesta Košice [in スロバキア語] (2019年4月5日). VÝROČNÁ SPRÁVA 2018 (PDF) (Report). 2020年2月23日閲覧。
- 大賀寿郎『路面電車発達史 ―世界を制覇したPCCカーとタトラカー』戎光祥出版〈戎光祥レイルウェイ・リブレット 1〉、2016年3月1日。ISBN 978-4-86403-196-7。